# Violet Olney
Violet Rose Olney (później Parish, ur. 22 maja 1911 w Southwark, zm. 3 stycznia 1999 w Addlestone) – angielska lekkoatletka specjalizująca się w krótkich biegach sprinterskich, uczestniczka letnich igrzysk olimpijskich w Berlinie (1936), srebrna medalistka olimpijska w biegu sztafetowym 4 × 100 metrów.

## Sukcesy sportowe
| Rok  | Miasto | Zawody               | Konkurencja        | Wynik         |
| ---- | ------ | -------------------- | ------------------ | ------------- |
| 1936 | Berlin | Igrzyska olimpijskie | sztafeta 4 × 100 m | srebrny medal |

## Rekordy życiowe
- bieg na 200 metrów – 25,5 – Londyn 18/07/1936[1]